# Sunset (Sammelband)
Sunset („Sonnenuntergang“; im englischen Original: Just After Sunset) ist eine Kurzgeschichtensammlung des US-amerikanischen Schriftstellers Stephen King, die im November 2008 im New Yorker Scribner-Verlag erschienen ist. Zeitgleich brachte auch der Heyne-Verlag die deutsche Übersetzung heraus. Die Sammlung enthält 13 Kurzgeschichten. Fast alle Kurzgeschichten sind vor der Veröffentlichung in Sunset bereits an anderer Stelle erschienen. So verlas King die erste Geschichte Willa ursprünglich am 21. Januar 2006 auf einer Veranstaltung in Florida mit dem Titel An Evening with Stephen King. Im Dezember 2006 erschien sie abgedruckt im US-amerikanischen Magazin Playboy.

## Die Kurzgeschichten
1. Willa (Willa)
Etliche Passagiere eines entgleisten Zuges, darunter David Sanderson, warten im Bahnhof des Nestes Crowheart Springs auf einen Ersatzzug. David stellt fest, dass Willa, seine Verlobte, verschwunden ist. Er macht sich auf die Suche nach ihr und findet sie schließlich in einer Bar. Er kann nicht verstehen, wie sie es riskieren kann, den Ersatzzug zu verpassen, aber Willa hat als bislang einzige erkannt, was Sache ist: Sie, ihr Mann und alle anderen Passagiere sind bei dem Zugunglück ums Leben gekommen, dies ist ihr Leben nach dem Tod. Zurück am Bahnhof, gelingt es dem Pärchen nicht, die anderen von ihrem Tod zu überzeugen. Da die Geister ihr Zeitgefühl verloren haben, bemerken die meisten auch nicht, dass seit der Entgleisung schon über zwanzig Jahre vergangen sind und der mittlerweile leerstehende Bahnhof abgerissen werden soll. Um dem zu entgehen, nisten sich Willa und David in der Bar ein und leben dort als „Hausgeister“ weiter.
2. Das Pfefferkuchen-Mädchen (The Gingerbread Girl)
Nach dem plötzlichen Kindstod ihres Babys fängt Emily Owensby an, exzessiv zu joggen. Ihr Mann hat für diesen „Tick“ kein Verständnis, weswegen sie auszieht und im Sommerhaus ihres Vaters wohnt. Eines Tages sieht sie im Vorgarten einer meist leerstehenden Villa den Wagen des Besitzers Pickering, aus dessen Kofferraum eine verstümmelte Leiche ragt. Als sie sich diese näher ansieht, wird sie von Pickering niedergeschlagen. Er plant, sie zu vergewaltigen und umzubringen, doch es gelingt ihr, sich zu befreien. Im Showdown, einer Flucht entlang des Strandes, schafft sie es schließlich, ihn zu ertränken, denn er kann nicht schwimmen.
3. Harveys Traum (Harvey's Dream)
Harvey Stevens erzählt seiner Frau Janet von seinem furchtbaren Alptraum: Er träumte, ihre gemeinsame Tochter Trisha habe angerufen, um ihnen mitzuteilen, dass eine der beiden anderen Töchter umgekommen sei. Die Geschichte endet mit dem tatsächlichen Klingeln des Telefons.
4. Der Rastplatz (Rest Stop)
An einer Raststätte wird ein Universitätsprofessor, John Dykstra, in eine unangenehme Situation gebracht: Unfreiwillig muss er mit anhören, wie ein Mann seine schwangere Freundin auf der Frauentoilette windelweich schlägt. Er beschließt, sich in sein Alter Ego als abgebrühter Krimiautor zu verwandeln, und stellt den Schläger. Dabei wendet er selbst weit mehr Gewalt an als nötig.
5. Der Hometrainer (Stationary Bike)
Der übergewichtige Künstler Richard Sifkitz stellt seine Ernährung um und kauft sich einen Hometrainer. Um sich nicht zu langweilen, malt er einen langen Waldweg an die Wand, den er beim in die Pedale treten entlang radeln kann. Allmählich verliert er sich so sehr in dieser Phantasie, dass er tatsächlich glaubt, diesen Weg entlang zu fahren. Allerdings fühlt er sich bald verfolgt – von Personen, die er sich ausgedacht hat. Als sie ihn schließlich stellen, bringen sie ihn aber nicht wie erwartet um, sondern führen nur ein Gespräch mit ihm, in welchem im Grunde herauskommt, dass Phantasie und Realität ineinander übergehen.
6. Hinterlassenschaften (Things They Left Behind)
Fast ein Jahr nach den Terroranschlägen vom 11. September geschehen im Leben des Erzählers Scott Staley, der im Versicherungsbüro Light and Bell im 110. Stock des World Trade Centers arbeitete, seltsame Dinge. In seinem Apartment tauchen Dinge auf, die seinen umgekommenen Kollegen gehörten. Wenn er sie entsorgt, tauchen sie wieder auf, bis er schließlich beginnt, sie den Angehörigen der Besitzer zurückzugeben.
7. Abschlusstag (Graduation Afternoon)
Die achtzehnjährige Janice befindet sich auf der Abschlussfeier ihres Freundes Buddy. Sie selbst wird in zwei Wochen ihren Abschluss machen. Janice denkt über ihre Zukunft nach, als über New York eine Atombombe detoniert.
8. N. (N.)
Die Geschichte beginnt mit einem Brief von Sheila Bonsaint, deren Bruder Johnny Selbstmord begangen hat, an dessen früheren besten Freund. Diesem beigefügt ist ein Manuskript ihres Bruders, in dem er vom interessanten Fall seines Patienten N. berichtet. N. schien zunächst nur eine „gewöhnliche“ Wahnvorstellung zu haben, die in der Pflicht bestand, auf dem Ackerman's Field den Durchtritt böser Kreaturen aus einem Paralleluniversum zu verhindern. Seine Geschichte ist jedoch derart realistisch, dass nach dem Selbstmord N.s Johnny seine Aussagen überprüft und demselben Wahn verfällt. Sein Schicksal ereilt schließlich auch Sheila und am Ende der Kurzgeschichte auch den ursprünglich angeschriebenen Charlie.
9. Die Höllenkatze (The Cat From Hell)
John Halston, ein Profikiller, wird vom gealterten Pharmaboss Drogan in sein Haus gerufen. Dort teilt ihm Drogan, der früher fünfzehntausend Katzen für Experimente verschlissen hat, seinen Auftrag mit: John Halston soll die bösartige Katze töten, die es sich in den letzten Monaten im Haus bequem gemacht hat. Nur scheinbar ein Kinderspiel. Als Halston mit ihr davonfährt, befreit sie sich, verursacht einen Autounfall und wühlt sich schließlich durch seinen Mund bis in seine Innereien. Als am nächsten Morgen ein Bauer das Wrack entdeckt, frisst sie sich von innen aus Halstons Bauch und rennt wieder in Richtung von Drogans Haus.
10. Die New York Times zum Vorzugspreis (The New York Times at Special Bargain Rates)
Annie hat vor wenigen Tagen erst ihren Ehemann James bei einem Flugzeugabsturz verloren – doch auf einmal ruft James bei ihr an. Er erzählt von seinem Dasein als „frischgebackener“ Geist und warnt sie davor, sonntags eine bestimmte Bäckerei aufzusuchen. Annie hält sich daran und stirbt daher auch nicht an der Explosion, die Jahre später tatsächlich dort stattfindet. Als sie eines Tages das Telefonklingeln hört und wieder James erwartet, wird ihr allerdings nur die New York Times zum Vorzugspreis empfohlen, was den Namen der Geschichte ausmacht.
11. Stumm (Mute)
Der Büchervertreter Monette nimmt einen taubstummen Anhalter in seinen Wagen auf und erzählt ihm in der Überzeugung, nicht gehört zu werden, seine Geschichte: Seine Frau war ihm jahrelang untreu und hat überdies große Schulden angehäuft, weswegen die Collegefinanzierung der gemeinsamen Tochter zu kippen droht. Der Anhalter verschwindet, als Monette austritt. Wenige Tage später werden Monettes Frau und ihr Liebhaber ermordet. Monette sucht in einer Rahmenhandlung der Geschichte einen Beichtstuhl auf, weil er sich wegen seines mangelnden Mitleids schuldig fühlt. Der Mörder wurde noch nicht gefasst, doch ehrlicherweise ist Monette zufrieden damit.
12. Ayana (Ayana)
Ich-Erzähler Gentry berichtet von einer Wunderheilung, die sich vor den Augen der Familie Gentry zugetragen hat. Ayana hatte auch den Erzähler kurz berührt, und nun liegt es an ihm, das Wunder weiterzugeben.
13. In der Klemme (A Very Tight Place)
Aus Rache und Verbitterung steckt der steinreiche Bauunternehmer Grunwald seinen verhassten Nachbarn Curtis Johnson in ein Toilettenhäuschen auf einer verlassenen Baustelle und kippt es auf die Tür. Mit der Hundemarke seines verstorbenen Haustiers gelingt es Curtis allerdings, sich zu befreien. Er sucht den schwerkranken Grunwald auf, rächt sich allerdings nur mit Hohn und Spott. Kurze Zeit später begeht Grunwald Selbstmord.